# Redskin
In de skinhead-subcultuur staat een  redskin aan de ver linkse zijde van het politieke spectrum. Een redskin is dus een skinhead die communist of links sociaaldemocraat is.
De term is een combinatie van de woorden red (rooie, benaming voor een communist of ander linkse) en het woord skin, wat een afkorting is van skinhead. Redskins zijn antifascistisch en militant (soms revolutionair) en pro-werkende klasse. De bekendste organisatie waarbij Redskins betrokken zijn is de Red and Anarchist Skinheads (RASH). Andere groepen die redskins hebben zijn onder andere AFA en Skinheads Against Racial Prejudice. Bands geassocieerd met redskins zijn onder andere The Redskins, Angelic Upstarts, The Oppressed en Banda Bassotti. 
De skinhead subcultuur komt oorspronkelijk vanuit de Engelse arbeidersklasse en is per definitie links. Muziek dient als verzet tegen de gevestigde orde, waarin vooral jongeren hun grieven over hun positie in de maatschappij kunnen uiten, hoewel later ook rechtse en neofascistische mensen zich aangetrokken voelden door de skinheadmuziek. Meest bekende rechtse uiting van de band Skrewdriver die veel liederen hadden met een anticommunistische, antisemitische en xenofobische inhoud. Een gevolg is dat tegenwoordig ten onrechte vaak wordt verondersteld dat skinhead een rechts verschijnsel is. 
Redskins of apolitieke skinheads noemen neofascistische skinheads ook wel Boneheads.